# Oedostethus kolymensis
Oedostethus kolymensis là một loài bọ cánh cứng trong họ Elateridae. Loài này được Dolin & Bessolitzina miêu tả khoa học năm 1990.